# 초팔국
초팔국(草八國)은 원삼국 시대 한반도 남부에 있었던 부족국가 중 하나이다. 파사 이사금 때에 신라에 복속되었다. 현재 합천군 초계면 및 그 주변 지역에 해당하는 것으로 추정된다.

## 역사
파사 이사금 29년 (108년)에 비지국, 다벌국과 함께 신라에 복속되어 초팔혜현(草八兮縣)이 되었다가, 경덕왕 16년 (757년) 팔계현(八谿縣)으로 이름이 바뀌었다가 고려때 초계로 이름이 바뀌었다.

## 초발(草拔)
창원 봉림사지 진경대사탑비에 초발(草拔)이 나타나는데, '초팔(草八)'과 발음이 유사하여 동일한 대상으로 추정되기도 한다. 이러한 유사성으로 인해 초팔국이 가야 연맹의 일부였던 금관국과 관련이 있을 것이라는 학설이 제기되고 있다. 《봉림사진경대사비》의 기록을 재검토한 한 논문에서는 초팔국이 금관국의 시조가 된 김유신 가계의 원래 근거지였을 가능성을 제시하고 있다.